# Скотт, Джордан
Джо́рдан Скотт (англ. Jordan Scott; род. 1978, Лондон) — британский фотограф и кинорежиссёр. Дочь режиссёра Ридли Скотта.

## Биография
Родилась в семье кинорежиссёра Ридли Скотта и Сэнди Уотсон. Джордан — член кинематографической династии Скоттов: помимо отца Ридли Скотта её ближайшими родственниками являются режиссёр Тони Скотт (дядя) и клипмейкеры Люк Скотт и Джейк Скотт (братья).
Джордан Скотт является автором нескольких рекламных роликов (в том числе для таких компаний, как «Amazon.com», «Prada», «Renault», «Nike», «Land Rover») и короткометражных фильмов, один из которых был снят для альманаха «Невидимые дети».
Полнометражный дебют Джордан Скотт состоялся в 2009 году, когда на экраны вышел поставленный ею фильм «Трещины» с Евой Грин в главной роли. Лента, действие которой разворачивается в 1930-е годы в закрытой английской женской школе, получила в целом не слишком хорошие отзывы в англоязычной прессе..
В сентябре 2022 года в Берлине начала съёмки своего третьего фильма «Berlin Nobody».

## Фильмография
- 2005 — Невидимые дети / All the Invisible Children — фрагмент «Джонатан»
- 2009 — Трещины / Cracks